# Mitologia guaraní

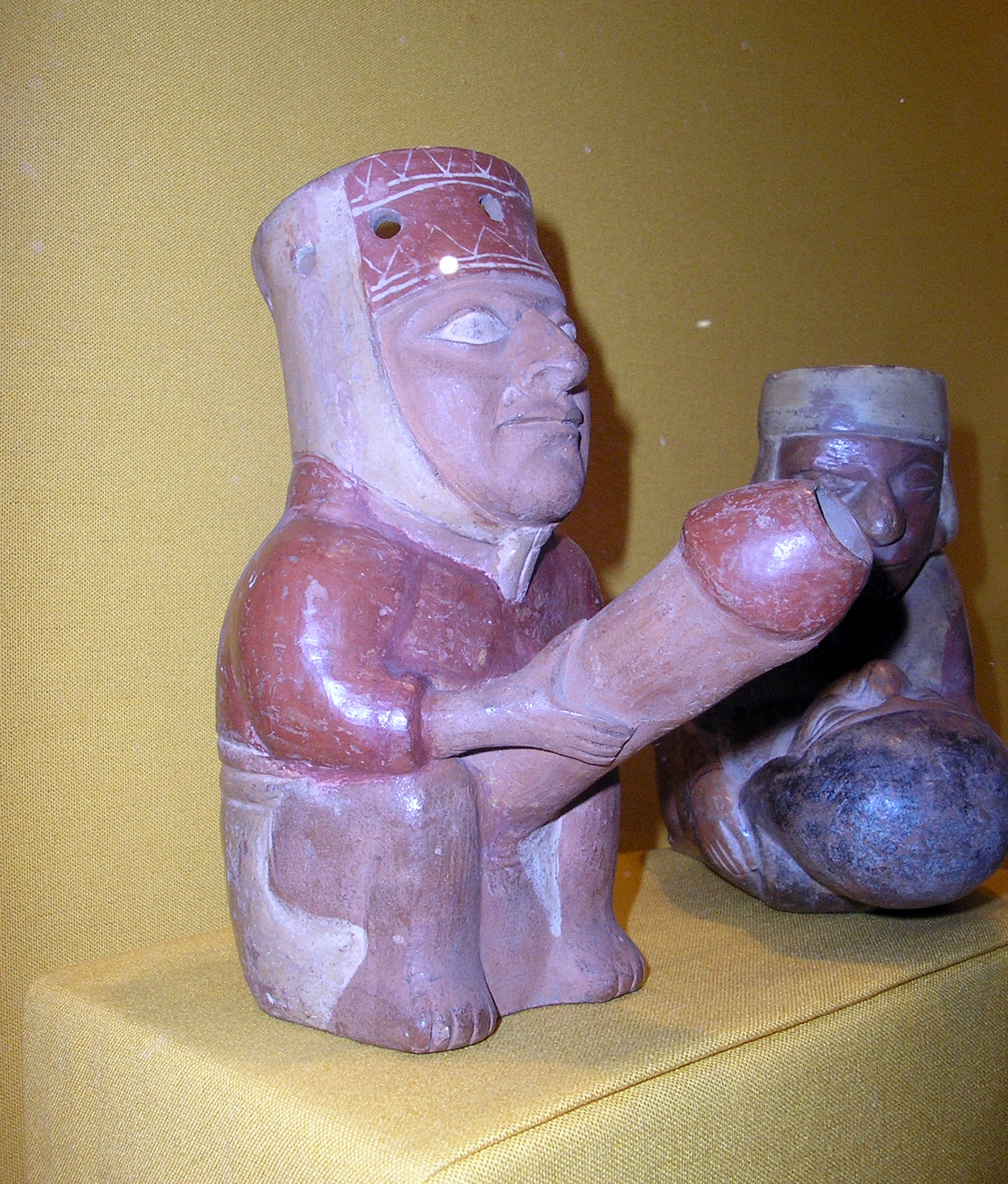
Representació del Kurupí, exposada al Museo de La Plata.

La mitologia guaraní és aquella dels guaranís, una tribu de Sud-amèrica que es troben al Paraguai i al Perú. És de transmissió completament oral, fet que explica la varietat entre les concepcions dels déus d'una zona a una altra.
Jurupari, era una deessa molt important que només els homes podien adorar. Les dones que d'alguna forma coneixien alguna cosa d'aquests ritual eren assassinades. Abaangui era un deu que es va tallar el nas, que va esdevenir la Lluna. El Pombero, o "pomberito", és un elf luxuriós. La Caá-yari, era la propietària o àvia de la Yerba Mate, una esplendorosa deessa rossa, a la que entregaven la seva ànima els homes del "yerbal" per tal d'obtenir els seus favors i el rendiment del seu treball.